# Sound Awake
Sound Awake — другий студійний альбом австралійського гурту Karnivool, який був випущений 5 червня 2009 року.

## Композиції
1. Simple Boy - 5:47
2. Goliath - 4:37
3. New Day - 8:20
4. Set Fire to the Hive - 4:28
5. Umbra - 7:50
6. All I Know - 4:53
7. The Medicine Wears Off - 1:49
8. The Caudal Lure - 6:16
9. Illumine - 5:12
10. Deadman - 12:04
11. Change - 10:47